# Tienponders
Tienponders (Elopidae) vormen een familie van vissen uit de orde van de Tarponachtigen (Elopiformes), met één geslacht: Elops.

## Kenmerken
De maximumgrootte van deze slanke, zilverkleurige vissen is een meter en ze kunnen tot tien kg zwaar worden. De grote ogen zijn gedeeltelijk bedekt met grote oogleden. De huid is bezet met fijne schubben. Ze hebben een enkele rugvin.

## Leefwijze
Het paaien gebeurt in open water en de larven migreren naar brakke wateren. Ze voeden zich met kleine vissen en kreeftachtigen.

## Verspreiding en leefgebied
Het zijn vissen die aangetroffen worden langs de kusten in tropische en subtropische wateren.

## Geslacht
- Elops Linnaeus, 1766